# Вайлокайтис, Йонас
Йонас Вайлокайтис (лит. Jonas Vailokaitis; 25 июня 1886, дер. Пикжирняй, Сувалкская губерния — 16 декабря 1944, Германия) — литовский банкир и промышленник, политик, один из двадцати подписантов Акта о независимости Литвы от 1918 года.

## Биография
Родился в многодетной крестьянской семье. Образование получил в Торгово-промышленном институте в Санкт-Петербурге. В 1912 году вместе с братом Юозасом основал банк в Ковно. В 1917 году принял участие в Вильнюсской конференции, через год был избран членом Тарибы. 16 февраля 1918 года подписал Акт о независимости Литвы.
В 1920 году избран в Учредительный Сейм Литвы. Представляя христианских демократов, руководил комиссией бюджета и финансов. В межвоенной Литве основал „Ūkio bankas“ (Банк аграриев) и акционерное общество „Metalas“.
После включения Литвы в состав СССР уехал в Германию, где скончался. 18 августа 2007 года остатки были перезахаронены на кладбище в деревне Паштува недалеко от могилы брата Юозаса Вайлокайтиса.